# 스티븐 유니버스
《스티븐 유니버스》(Steven Universe)는 리베카 슈거가 기획하고 카툰 네트워크에서 방영하는 미국의 텔레비전 애니메이션 시리즈다. 프로그램은 가상의 도시 비치 시티에서 펄, 가넷, 애머시스트로 구성된 세 명의 마법적인 인간형 외계인 "크리스탈 젬"과 함께 살고 있는 스티븐 유니버스의 성장기를 그려내고 있다. 스티븐은 하프젬으로 친구들과 모험을 떠나거나 젬들이 같은 부류의 종들로부터 세계를 보호하는 것을 돕는다. 2013년 5월에 첫 시험 방영이 송출되었으며 2013년 11월부터 2019년 1월까지 5개 시즌에 걸쳐 방영되었다. 2019년 9월 텔레비전 영화인 《스티븐 유니버스: 더 무비》가 발매되었으며 에필로그 리미트 런 시리즈인 《스티븐 유니버스 퓨처》가 2019년 12월부터 2020년 3월까지 방영되었다. 또한 시리즈를 기반으로 한 도서, 만화와 비디오 게임이 출시되었다.
시리즈는 사랑과 가족, 건강한 대인관계의 중요성을 주제로 하고 있다. 슈거는 리드 캐릭터를 그의 남동생인 스티븐을 기반으로 하였다. 슈거는 《어드벤처 타임》의 작가 및 스토리보드 아티스트로 있을 때 시리즈를 개발하였으며 카툰 네트워크로부터 의뢰받아 전업 제작으로 전환하였다. 시리즈는 스토리보드 주도로 제작되어 스토리보드 아티스트가 스토리보드에 더해 대화와 액션 제작의 책임을 맡았다.
《스티븐 유니버스》 시리즈는 넓은 팬덤을 형성하였으며 디자인, 음악, 성우 연기, 인물 묘사, LGBTQ 테마와 과학 판타지 세계관 구성에 대해 찬사를 받았다. 시리즈는 BBC 선정 "21세기 가장 위대한 텔레비전 시리즈"의 99위에 올랐다. 2019년 GLAAD 미디어 어워드 최우수 아동 & 가족 프로그램 부문을 수상하여 애니메이션 시리즈로는 처음 해당 상을 수상하였으며, 또한 2019년 피버디상 아동 청소년 프로그래밍 부문을 수상하고 5개의 에미상 및 5개의 애니상 후보에 올랐다.

## 설정과 줄거리
《스티븐 유니버스》는 미국 동해안 델마바반도에 위치한 가상의 비치 시티를 무대로 하고 있다. 이곳의 고대 해변가 유적에서 살아가는 크리스탈 젬은 괴물이나 다른 위협들로부터 인류를 지키고 있다. 늙지 않는 이 외계인 전사들은 자신들의 핵이 되는 마법적인 젬스톤을 통해 여성 인간 형태를 취하고 있다. 크리스탈 젬은 가넷, 애머시스트, 펄, 이전에 리더였던 로즈 쿼츠로부터 나온 반은 인간이고 반은 젬인 스티븐으로 구성되어 있다. 자신의 힘을 서서히 성장시키는 스티븐은 이 과정 속에서 아버지 그렉, 친구 코니, 비치 시티 주민과 다른 젬과도 어울리게 된다. 스티븐은 퓨젼을 포함한 어머니로부터 물려받은 힘을 개발하고 있다. 퓨전은 젬들이 자신들의 몸과 능력을 융합하여 보다 강력한 형태를 가지게 하는 기술이다.
첫 시즌에서는 크리스탈 젬이 그저 광대한 성간 문명의 일부에 지나지 않는다는 것이 서서히 밝혀진다. 그들이 방문한 많은 곳이 한때 젬 문명이 번창하였으나 천년동안 사용되지 않아 버려진 유적이었다. 젬들은 그들의 출생지인 홈월드로부터 독립했고, 스티븐은 다수의 괴물과 유물이 대량 파괴 무기에 의해 변질되어 인간의 형태를 띠지 못하는 젬이라는 것을 깨닫는다. 그렉은 로즈 쿼츠와 자신의 관계 발전에 대해 회상한다. 첫 시즌의 마지막에서 스티븐은 홈월드의 젬들이 지구에 새로운 젬을 배양하기 위해 살균하려는 것을 알게 된다. 로즈가 이끄는 크리스탈 젬이 성공적으로 이 집단 살상 계획을 전복한 후로 5,000년이 지난 현재, 홈월드는 페리도트와 제스퍼란 두 적대 특사를 보내며 다시금 지구를 삼킬 계략을 꾸민다. 두 번째 시즌에서 페리도트는 지구의 핵에서 성장하는 지구 파괴용 젬의 무력화를 위해 크리스탈 젬과 동맹을 맺는다. 세 번째 시즌에서 페리도트와 라피스 라즐리는 홈월드를 배반하고 크리스탈 젬에 합류한다. 제스퍼는 빈번이 패배하여 젬스톤의 형태로 변하고, 스티븐은 젬 사회의 네 우두머리 중 하나인 핑크 다이아몬드를 어머니가 죽였다는 것을 깨닫는다. 네번째 시즌에서는 로즈 쿼츠, 즉 스티븐의 어머니가 핑크 다이아몬드임이 밝혀진다.

## 개발

### 콘셉트
제목과 같은 캐릭터인 스티븐은 슈거의 남동생이자 《스티븐 유니버스》의 배경 아티스트로도 활동하는 스티븐 슈거를 기반으로 제작되었다. 슈거는 성장하면서부터 스티븐과 다른 친구들과 함께 만화를 제작하게 되었다. 《뉴욕 타임스》 인터뷰에서 그녀는 프로그램의 주인공의 배경 개발에 대해, 그녀의 동생이 자라오면서 "모든 주목을 끌어모아 너무 편안하면서도, 한편으로는 얼른 커서 어린 동생으로 지내고 싶지 않은 지점"의 시각을 기반으로 하길 원했다고 말했다. 프로그램의 배경이 되는 비치 시티는 어릴 적 슈거가 방문한 델라웨어주의 레호보스 해변, 베다니 해변, 듀이 해변을 기반으로 한다. 조역인 라스와 새디는 슈거의 대학 시절에 제작되었다. 젬에 대해서 슈거는 "저를 나타낸 것이라고 할 수 있죠 ... 예민하고, 게으르고, 결단력있고 말이에요" 그녀는 펄이 부드럽고, 애머시스트는 거칠고, 가넷은 신비스러운 분위기를 띈다는 성격을 반영하고 싶다고 말했다.
소년을 다루는 이 프로그램에서 스티븐과 그렉을 제외한 대다수 주역이 강한 여성인 것은 슈거의 의도였다. 그녀는 소년을 위한 프로그램과 소녀를 위한 프로그램이 근본적으로 다르다는 것이 바보같다고 생각하여 "아동용 애니메이션에서 성별 기호를 허물" 의도가 있었다고 밝혔다. 플롯 면에서, 그녀의 말에 의하면 시리즈의 개발 방향은 끝 지점과 굉장히 떨어져 있지만, 그 사이는 유연히 지탱되어 있다고 한다. 이것의 이유에 대해 그녀는 자신의 의도가 《스티븐 유니버스》를 작업하는 동안 자신 또한 자라면서 바뀌었다고 말했다.
슈거는 《스티븐 유니버스》가 《심슨 가족》은 물론이고 일본 애니메이션 《미래소년 코난》, 《소녀혁명 우테나》에 영향을 받았다고 말했다. 음악 면에서는 에이미 맨에게 "지대한 영향"을 받았다고 말했다. 그녀는 이 시리즈의 기초를 이루는 이론을 "역 현실도피"로 묘사했다. 즉, 판타지 캐릭터가 실생활에 흥미를 느끼고 그것에 참여하기를 원한다는 개념이다. 스티븐은 이 "환상과 현실의 연애"의 의인화로 나타난다. 예술 면에서, 〈The Answer〉의 미술은 애니메이션의 개척자로 꼽히는 로테 라이니거의 스타일에 영향을 받았다.

### 배역
애니메이션 시리즈와 영화에 여러번 출연한 경력이 있는 19세 미국 배우 잭 캘리슨은 스티븐 역을 맡게 되었다. 이는 텔레비전에서 그의 첫 주역이다. 크리스탈 젬의 리더 가넷은 영국의 싱어송라이터이자 배우인 에스텔이 맡았다. 그녀는 카툰네트워크의 제의로 역을 맡게 되었는데, 이는 그녀의 첫 성우 작품이다.
배우 미케일라 디츠와 배우이자 더 파티의 가수 디디 매그노는 애머시스트와 펄 역을 맡았으며 또한 그들의 첫 애니메이션 작업이다. 희극인이자 작가인 톰 샤플링은 스티븐의 아버지 그렉을 맡았다. 그레이스 로렉은 스티븐의 친구 코니 역을 맡았다.

### 제작

에피소드 〈Island Adventure〉에 쓰인 스토리보드의 일부. 스토리보드 아티스트는 작가로도 활동하고 있다.

슈거의 말에 의하면 《스티븐 유니버스》는 그녀가 《어드벤처 타임》에서 일하고 있을 때부터 제작되었다고 한다. 그녀가 참여한 마지막 에피소드는 〈Simon & Marcy〉였다. 이 에피소드 이후 두 시리즈 동시에 작업하는 것이 "도저히 불가능"했다. 슈거는 에피소드 〈Bad Little Boy〉에서도 비슷한 어려움에 직면한 바 있었다. 책임 프로듀서였던 슈거는 시리즈의 미술, 애니메이션, 소리를 비롯한 모든 부분을 작업했다. 그녀는 가장 "손이 많이 간" 것이 스토리보드 작업이였다고 회상했다.
시리즈의 제작 과정은 이렇다. 간략한 에피소드 줄거리가 스토리보드 아티스트에게 넘겨지면 동시에 글과 그림 작업에 들어간다. 결과물인 스토리보드는 전통적인 종이 드로잉을 거쳐 애니메이팅의 기반이 된다. 이 종이 드로잉은 디자인 제작진이 위치한 대한민국 스튜디오인 선민(Sunmin)과 러프 드레프트(Rough Draft)에서 담당한다.
2013년 11월 14일, 시즌 1을 위해 13개의 추가 에피소드가 주문되었다. 2014년 7월 25일, 시즌 2 방영이 결정되어 2015년 3월 13일 방영에 들어갔다. 2015년 7월 시즌 3 방영이 결정되었으며 2016년 3월 시즌 5 방영이 결정되었다.

### 음악
《스티븐 유니버스》에는 슈거와 줄거리 편집자가 쓴 여러 곡들이 존재한다. 슈거의 말에 의하면 모든 에피소드에 이런 곡이 존재하지는 않다고 한다. 그녀는 창의성을 강요하는 것을 피하기 위해 가끔씩만 사용하기로 결정했다. 배경에 깔리는 부수적인 곡들은 칩튠/피아노 듀오 Aivi & Surasshu와 기타 연주자 스테마지에 의해 제작된다. 음악에서는 팝 아티스트 마이클 잭슨이나 에스텔 본인의 영향이 크다.
프로그램은 반복되는 사운드트랙에 크게 기대고 있기도 한데, 예를 들어 펄은 피아노 연주를, 가넷은 신스 베이스를, 애머시스트는 전자 베이스, 신시사이저, 전자 드럼을 동반한다.

## 방영
《스티븐 유니버스》의 파일럿은 카툰 네트워크 비디오 포맷을 통해 2013년 5월 21일 발표되었으며, 편집본이 7월 20일 공개되었다. 파일럿은 2013년 샌디에이고 코믹콘과, 리베카 슈거가 진행한 2013년 10월 13일 뉴욕 코믹콘의 30분가량 《스티븐 유니버스》 패널에서 상영되었다. 시리즈는 미국에서 2013년 11월 4일 카툰 네트워크에서 두 개의 에피소드가 초연되었다. 캐나다에서는 카툰 네트워크에서 2013년 11월 11일 방영을 시작하여 텥레툰에서도 2014년 4월 24일부터 방영한다. 호주에서는 2014년 2월 3일부로 카툰네트워크에서 방영을 시작했다. 이어 영국과 아일랜드에서 2014년 5월 12일 방영했다.
2015년부터 카툰 네트워크는 종종 한 주에 다섯 개의 새 에피소드(통칭 "스티븐밤(Stevenbombs)")를 연달아 방영한다. 이로 인한 긴 공백 기간은 팬들을 좌절시키는데, 《디 A.V. 클럽》은 이를 "광적이고 굶주리고 괴로운 추종자들의 고뇌 찬 울음을 야기한다"고 표현했다. 하지만, 다른 카툰네트워크 시리즈에서도 쓰이는 이 포맷은 각 "밤"마다 구글 트렌트의 급증에서 볼 수 있는 것처럼 방송국의 시청률 향상에 기여한다고 한다. 2017년 1월 카툰 네트워크는 몇 주 일찍 에피소드 세트를 잠시 온라인에 올려 팬들이 유출된 것이라고 믿게 했다.

## 에피소드
| 시즌 | 시즌 | 회수 | 방송 날짜       | 방송 날짜       |
| 시즌 | 시즌 | 회수 | 시즌 시작       | 시즌 종료       |
| ---- | ---- | ---- | --------------- | --------------- |
|      | 1    | 52   | 2013년 11월 4일 | 2015년 3월 12일 |
|      | 2    | 26   | 2015년 3월 13일 | 2016년 1월 8일  |
|      | 3    | 25   | 2016년 5월 12일 | 2016년 8월 10일 |
|      | 4    | 25   | 2016년 8월 11일 | 2017년 5월 11일 |
|      | 5    | 26   | 2017년 5월 29일 | 추후 공개       |

### 크로스오버
《엉클 그랜파》 크로스오버 에피소드 〈Say Uncle〉는 2015년 4월 2일 방영했다. 이 에피소드는 엉클 그랜파가 방패를 소환할 수 없게 된 스티븐을 돕는 이야기를 그리고 있다. 엉클 그랜파가 카논이 아니라고 주장하는 이 에피소드는 완전한 "플롯 구멍"을 연출하고 있다. 스티븐, 가넷, 애머시스트, 펄은 《엉클 그랜파》의 에피소드 〈Pizza Eve〉에서도 여타 카툰 네트워크 캐릭터와 함께 등장한다.